# شافليك راندولف
شافليك راندولف (بالإنجليزية: Shavlik Randolph)‏ مواليد 24 نوفمبر 1983، هو لاعب كرة سلة أمريكي يلعب مع فريق بوسطن سيلتكس في الرابطة الوطنية لكرة السلة ويحمل الرقم 42. يبلغ طوله 6 قدم 10 بوصة (2.1 م).

## روابط خارجية
- شافليك راندولف على موقع إن بي أي (الإنجليزية)
- شافليك راندولف على موقع سبورتس رفرنس (الإنجليزية)
- شافليك راندولف على موقع كرة السلة الأوروبية.كوم (الإنجليزية)
- شافليك راندولف على موقع كلية كرة السلة في سبورتس رفرنس.كوم (الإنجليزية)
- شافليك راندولف على موقع ريلجم (الإنجليزية)
- شافليك راندولف على موقع بروبوليرز (الإنجليزية)
- شافليك راندولف على موقع سبورتس رفرنس (الإنجليزية)